# ژانگ جیان (تیرانداز)
ژانگ جیان (انگلیسی: Zhang Jian؛ زادهٔ ۳۰ ژوئیهٔ ۱۹۸۵) تیرانداز اهل چین است.
وی در مسابقات کشوری و بین‌المللی در مجموع برندهٔ ۱ مدال طلا، ۱ مدال نقره شده‌است.